# Hydraena ripaeaureae
Hydraena ripaeaureae är en skalbaggsart som först beskrevs av Emile Janssens 1972.  Hydraena ripaeaureae ingår i släktet Hydraena och familjen vattenbrynsbaggar. Inga underarter finns listade i Catalogue of Life.